# Popis zastava pogodnosti
Popis država koje su zastave pogodnosti, prema ITF-u:
- Antigva i Barbuda
- Bahami
- Barbados
- Belize
- Bermuda (UK)
- Bolivija
- Burma
- Cipar
- Curacao
- Ekvatorijalna Gvineja
- Farski otoci (FAS)
- Francuski međunarodni upisnik brodova (FIS)
- Gibraltar (UK)
- Gruzija
- Honduras
- Jamajka
- Kajmanski otoci
- Kambodža
- Komorski otoci
- Libanon
- Liberija
- Malta
- Maršalovi otoci (SAD)
- Mauricijus
- Moldavija
- Mongolija
- Njemački međunarodni upisnik brodova (GIS)
- Demokratska Narodna Republika Koreja
- Panama
- Sveti Toma i Princip
- Sveti Vincent i Grenadini
- Šri Lanka
- Tonga
- Vanuatu